# هوس الحرائق
{{معلومات مرض
| الاسم = هوس الحرائق
| صورة = 
| بديل =
| تعليق =
| عرض = 
=http://web.archive.org/web/20180203042955/http://apps.who.int/classifications/icd10/browse/2010/en |date=03 فبراير 2018}}</ref>
}}

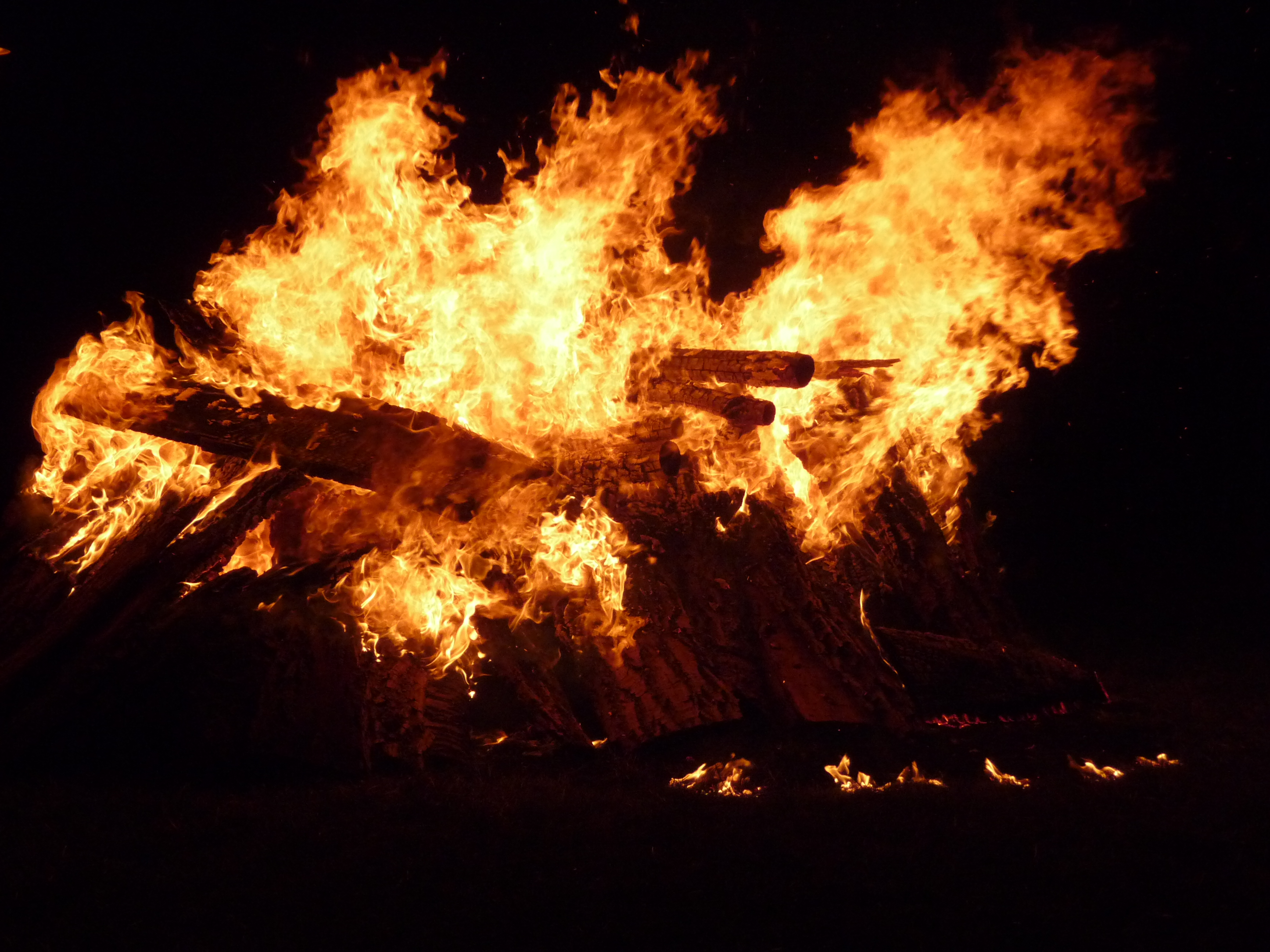
إضرام نار في كوخ قديم

هوس الحرائق (باللاتينية: pyromania) في الطب النفسي اضطراب نفسي يتميز باندفاع وانبهار شديدين لإشعال النار. يترجم هذا الهوس الأحادي في الحالات الشديدة لدى بعض المهووسين بإضرام النار عبر اندفاع المريض النفسي إلى التسبب في إشعال الحرائق، ويوصف مثل هذا الاندفاع كـ«متنفس للجهد الزائد الذي يحقق لصاحبه الارتياح النفسي ويرضي غريزته الشاذة». إن مهووسي الحرائق يختلفون عن مرتكبي الجرائم بالإحراق، كما يختلفون عن المصابين بمرض الذهان، فهم لا يقدمون على أفعالهم لأهداف ربحية ولا لأسباب سياسية ولا لدوافع انتقامية.

## تاريخ المفهوم

### النشأة
اعتُبر مهووسو الحرائق لفترة طويلة وحتى أواخر القرن الثامن عشر مجرمين أو أشخاصاً يعانون من التخلف العقلي. لكن تطور علم النفس السريري و ظهور دراسات عن الاضطرابات التي تصيب السلوك البشري، أدّيا إلى استحداث تشخيصات متنوعة لهذا المرض. فقد لاحظ أخصائيون في علم الأمراض (خصوصاً الألمانيان فريدريخ بنيامين أوسياندر [الإنجليزية]
 (1759-1822) وتلميذه كريستيان هاينريخ أدولف هنكه [الفرنسية]
 (1775-1843) أن بعض حالات هوس الحرائق ناتجة عن اضطراب سلوكي، ولكن لم يوصّفوا الظاهرة آنذاك بمصطلح «هوس الحرائق».
ويتحدث اختصاصي الطب الشرعي «جورج مزيوس» (بالفرنسية: George Masius) في كتابه «دليل الطب الشرعي» (بالفرنسية: Manuel de médecine légale) سنة 1822 عن «غريزة خاصة لإشعال النار توَلّد نتيجة تطور عمل غير طبيعي»؛ وقد دعا إلى إخضاع هذا المفهوم لفحص دقيق وصارم واعياً بالعواقب التي ستنتج عن التصريح بوجود مرض من هذا القبيل، والذي من شأنه أن يقيد من ذنب إشعال الحرائق. ربط الطبيب النفسي جان إتيان إسكيرول [الفرنسية]
 (1772-1840) مفهوم الاضطراب السلوكي لهوس الحرائق في الوقت نفسه بمفهوم الهوس الأحادي (باللاتينية: monomania) دون الفصل بينهما. ووظف الطبيب النفسي شارل كريتيان هنري مارك [الفرنسية]
 (1771-1841) هذا المفهوم قبل أن يستخدم مصطلح «إضرام النار» للتمييز بين أفعال الحرق العمد المرتكبة بدافع الحقد أو الانتقام، وبين تلك التي «يكون مصدرها ناتجاً عن مرض على مستوى الدماغ»، وأشار أن هوس الحرائق قد يتوافق مع اضطرابات تطور النضج الجنسي لدى المصابين ما بين 12 و20 سنة، وأن هذه الاضطرابات تمثل الأسباب المادية التي تدفع بالمصاب إلى ممارسة «حريته الأخلاقية».
كان لهذه الأبحاث وأبحاث بروسبير لوكا [الفرنسية]
 أهمية كبرى في تطوير الطب الشرعي فيما يخص تقييم مختلف أعمال الحرق وإضرام النار 

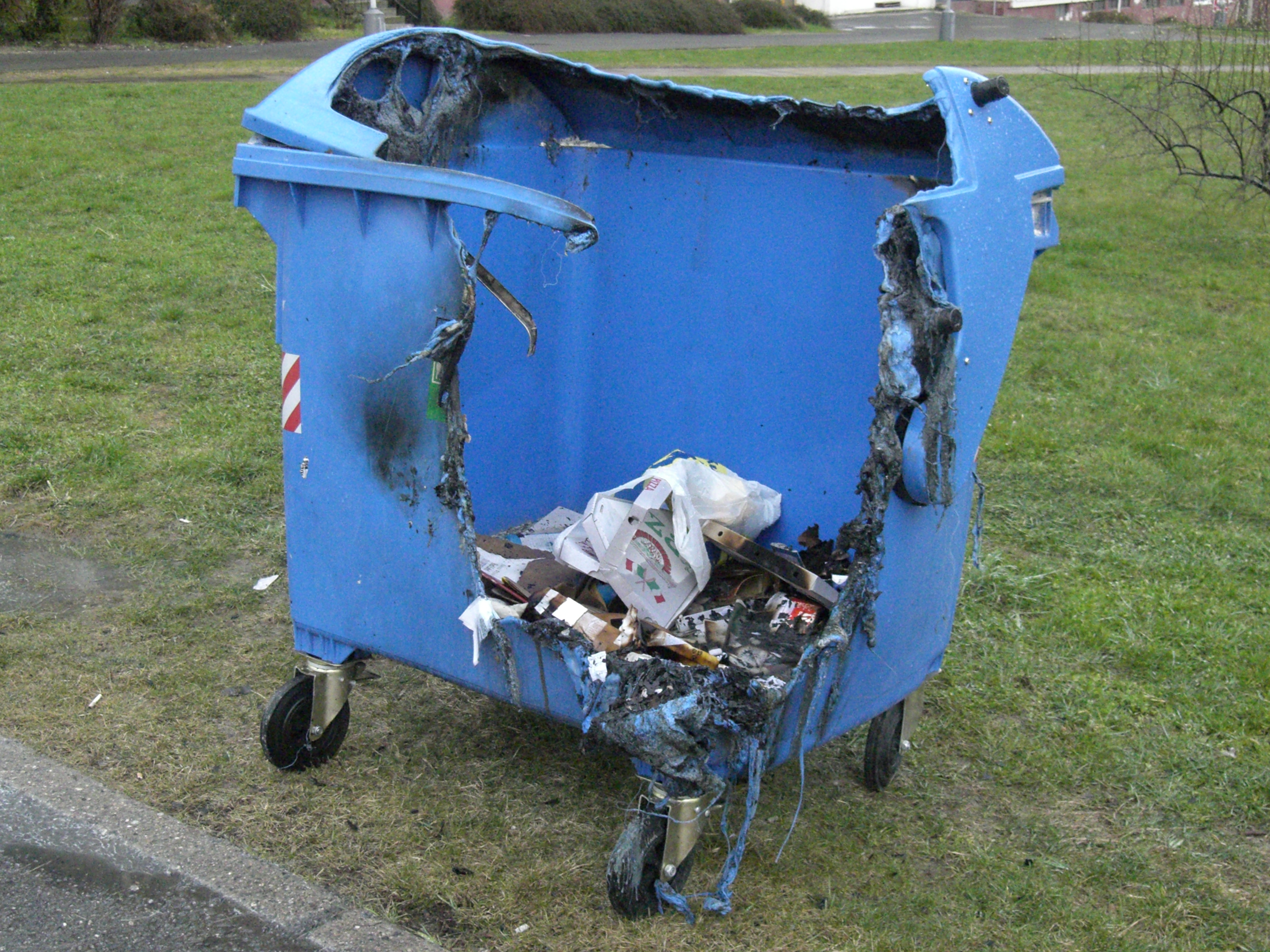
إحراق حاوية أزبال.

## التأثيل
ظهر المصطلح «بيروماني» في اللغة الفرنسية حوالي سنة 1833 (بالفرنسية: Pyromanie)، و هي تأثيل لكلمتين من اللغة الإغريقية القديمة:
- البادئة: «بير» (باليونانية: πῦρ) أي النار.
- اللاحقة: «مانيا» (باليونانية: μανία) أي الهوس أو العادة الغريبة.

قد وردت كلمة «مونوماني» (بالفرنسية: Monomanie) في النص أعلاه بمعنى الهوس الأحادي (المونومانيا هو الجنون بشيء واحد وهي حالة يجن فيها الإنسان بشيء أو أشياء محدودة ويتعقل ما عدا ذلك)، وتتألف هذه الكلمة من:
- البادئة: «مونو» (باليونانية: μονο) أي الأحادي
- اللاحقة: «مانيا» (باليونانية: μανία) أي الهوس أو العادة الغريبة.

## العوامل البيئية
لا يزال هذا الاضطراب في السيطرة على الانفعالات غير معروف، ولكن يبدو أن هناك عنصراً بيئياً يؤثر على المصاب في مرحلة متأخرة من الطفولة. لم يجر إلا القليل من الدراسات المنهجية الصارمة بشأن هذا الموضوع، لكن إحدى الفرضيات الحالية تنص على أن وسيلة المهارات الاجتماعية لتحليل الموضوع غير مناسبة.

## العلاج
قد يكون لهوس الحرائق عواقب وخيمة على المصابين بهذا المرض وعلى الأشخاص المحيطين بهم. لذا ينبغي أن يوجه الشخص الذي تظهر لديه أعراض هذا المرض إلى الطبيب في أقرب وقت. يمكن لعلاج هوس الحرائق أن يجمع بين الدواء وبين العلاج السلوكي المعرفي.

## التشخيص

### علامات المرض
يعرف تشخيص هوس الحرائق وفق DSM-IV بثلاثة أعراض هي: 
- إضرام نار لأكثر من مرة واحدة.
- توتر و إثارة قبل إضرام النار.
- استلذاذ ومتعة عند إضرام النار.